# Знак вечности
«Знак вечности» — советский цветной школьный приключенческий фильм 1977 года режиссёра Давида Кочаряна по сценарию Александра Воинова.

## Сюжет
Пионеры, неугомонные Артем, Самвел и Варя, из приграничного посёлка на юге Армении, помогают приехавшей сюда археологической экспедиции из Ленинграда. Однажды они обнаруживают «нарушителя границы» — обезьяну. А вскоре пограничники спасают тонущего в реке мальчика, пришедшего из соседней страны в поисках своей обезьяны. Ребята быстро подружились с Рубеном и его питомцем, но бдительных пионеров настораживает странный интерес чужеземца к памятникам древности, к работе археологов… Друзья узнают, что существует легенда о некой древней рукописи, спрятанной рядом с надгробным памятником с изображением «знака вечности», и они подозревают, что Рубен перешёл границу не просто так… «Знак вечности» будет найден, но Рубен вместе с рукописью найдёт и настоящую дружбу, и поэтому уходя оставит бесценную рукопись советским товарищам.

## В ролях
В главных ролях:
- Георгий Куликов — Буданцев
- Валерий Ольшанский — Михеев
- Мигран Кечоглян — Назарян
- Сергей Поповский — Воробъёв
- Саша Карелин — Артём
- Карен Акопян — Рубен
- Женя Воробьёва — Варя
- Тигран Восканян — Самвел
- Алеша Платонов — Симка

В эпизодах: И. Гарибян, К. Джанибекян, М. Иванов, Р. Котанджан, И. Краско, И. Класс, М. Матвеев, П. Меркурьев, В. Паноян, В. Смолянская, А. Туманян и другие.
Школьники: A. Агабекян, Г. Григорян, В. Давтян, М. Кочарян, В. Мамиконян, Т . Марутян, Х. Меликян, Д . Оганесян, И. Язычан.
В фильме снималась обезьяна по кличке Чапа, дрессировщик — Степан Исаакян-Серебряков.

## Съёмки
Консультантами фильма выступали как археолог-армяновед Р. Джанполадян, так и пограничник — полковник А. Карчмит, автор ряда шпионских романов.